# 李佩材家族
李佩材家族，祖籍廣東鶴山，香港銀行家族之首，始興於19世紀90年代，被認為是殖民地時代的四大香港望族之一。

## 家族特色
李佩材家族中之各種特色：
- 熱愛賽馬
- 對香港影響深遠，持續五代興盛超過百年：
  - 第一代：李佩材 (字: 石朋)
  - 第二代：李作元 (字: 冠春)、李作亨、李作聯、李作芳
  - 第三代：李福樹、李福善、李福慶、李福兆（李作元的兒子）、李福榮、李福輝、李福炎、李福柱、李福棠（李作亨的兒子）、李福和、李福逑（李作聯的兒子）、李福全、李福鋆、李福深（李作芳的兒子）
  - 第四代：李國寶、李國章、李志喜、李國麟、李國祥(李作元之孫)、李國星、李國棟醫生、李國能(李作聯之孫)、李志端、李國健、李國緯、李國尚、李志妍（李作芳之孫）、李翔
  - 第五代：李民橋、李民斌、李民英、李民俊
- 與潘迪生家族有一段姻親關係：
  - 李國寶＝潘金翠
- 與馬興秋家族有一段姻親關係：
  - 李志行＝馬墉宜
- 與馮平山家族有一段姻親關係：
  - 李慧賢＝馮秉華
- 與郭沛勳家族有一段姻親關係：
  - 李月嫦＝郭琳褒
- 與羅鷹石家族有一段姻親關係：
  - 李民橋＝羅寶盈（已離婚）

## 興起方法
李佩材家族中各人之興起歷程：
- 李佩材的興起歷程：先任職南和行合夥人，及後創辦和發成有限公司致富
- 李作元的興起歷程：先創辦三興有限公司，及後創辦東亞銀行致富
- 李作聯的興起歷程：先任職和發成有限公司，及後創辦東亞銀行致富
- 李作芳的興起歷程：先投資地產業，及後任職九龍維記牛奶有限公司合夥人
- 李福樹的興起歷程：先任職東亞銀行，及後歷任立法局非官守議員及行政局非官守議員
- 李福善的興起歷程：先任職香港區域法院法官，及後歷任香港高等法院原訟法庭法官及上訴法庭副庭長、香港賽馬會董事
- 李福兆的興起歷程：先投資地產業，及後任職香港聯合交易所董事會主席
- 李福和的興起歷程：先任職東亞銀行總經理，及後歷任立法局非官守議員及行政局非官守議員
- 李福逑的興起歷程：先任職徙置事務處，及後歷任社會事務司及民政司
- 李福深的興起歷程：先任職九龍維記牛奶有限公司董事局主席，及後任職香港賽馬會董事局主席
- 李國寶的興起歷程：先任職東亞銀行總會計師，及後歷任總經理及董事會主席兼行政總裁，以及立法局功能組別議員
- 李國章的興起歷程：先任職外科醫生，及後歷任香港中文大學醫學院院長、校長，教育統籌局局長，以及全國政協委員、行政會議成員、香港大學校務委員會主席
- 李喜的興起歷程：先任職大律師，及後歷任資深大律師及香港大律師公會執行委員會主席
- 李國能的興起歷程：先任職大律師、英國皇家御用大律師、資深大律師，及後任職香港終審法院首席法官

## 家族成員
李佩材家族的家族成員：
- 李家成
  - 李英材
  - 李建材
    - 李作熊

  - 李佩材（字石朋）＝侯容莊、任瑞芝、鄒勝金
    - 李作元（字冠春，侯容莊所出）＝源配英、譚黛卿
      - 李如珠＝周孝亮（周效良）
      - 李慧珍
      - 李福樹＝胡紫霞
        - 李志端＝鄭本（已逝世)
          - 鄭明
          - 鄭晏
          - 鄭豪 = 黃映穎（Angela Wong)

        - 李國寶＝潘金翠
          - 李民橋＝羅寶盈（已離婚）、鄺保瑜（Bonnie Kwong）
            - 李德賢
            - 李光洵
            - 李光洌

          - 李民斌=冯灵针

        - 李志平＝狄文
        - 李國章 = Diana Chester（已逝世）、何婷媚（Monique Ho）
          - 李民英
          - 李民俊

      - 李慧貞＝陳淵儒
      - 李慧瑤＝林權耀
      - 李慧清＝林永清
      - 李福善＝楊延茵
        - 李國昌＝關德霞
        - 李喜
        - 李國威
        - 李國仕＝利宛虹
          - 李民綱
          - 李恩穎

        - 李國彥＝伊歌莉
          - 李恩馥

      - 李福慶＝余愛喜
        - 李志高＝林隆義
        - 李志尚
        - 李國謙＝陳美麗
          - 李恩怡
          - 李民滔

      - 李慧湘＝黃秉德
      - 李慧鈞＝謝嘉榮
      - 李福兆＝勞曉華
        - 李國麟＝林萍萍
          - 李恩祐
          - 李恩佐
          - 李民安
          - 李民康＝方詩韻

        - 李國祥＝江令德
          - 李恩盈
          - 李恩慈
          - 李民俊

        - 李志行＝馬墉宜

    - 李作亨（字少彭，侯容莊所出）＝陸麗裳、陳潔貞、梁秀珊
      - 李福榮＝招慧芳
        - 李懿芳＝呂高超
        - 李懿華＝譚德明
        - 李國標＝林慧娟
          - 李民威＝李安怡
          - 李美蘭＝石偉棠
          - 李民瞻＝陳可欣

        - 李懿碧＝劉錫邦
        - 李國熹＝盧綺年
          - 李民超
          - 李穎蘭
          - 李俊蘭

        - 李懿媛＝司徒銘
        - 李國＝馮紹宋
          - 李民堅＝鄧潔貞
            - 李光浚

          - 李茵蘭
          - 李芝蘭

        - 李懿玲
        - 李國庸＝區錦萍
          - 李民心
          - 李民令

      - 李福輝[3]＝伍潔玉
        - 李懿坤＝林文篤
        - 李懿樂＝甘德浩
        - 李國輝＝高美寶
          - 李潔蘭

        - 李國強

      - 李慧姬＝謝港賢
      - 李福炎
      - 李福柱
        - 李穎
        - 李洴
        - 李幵

      - 李慧汶＝方聲鍾
      - 李福銘
      - 李福浩
      - 李慧枝
      - 李福棠＝王曼雲
        - 李樑

    - 李作聯（字子方，侯容莊所出）＝鄧秀卿
      - 李慧賢＝馮秉華
      - 李福杖＝顧以佐
        - 李安
        - 李祥＝黃榮勛
        - 李國光＝黃慧儀
        - 李美＝梁活文

      - 李福和＝朱美琳
        - 李志德＝林柏年
        - 李志齊＝李志剛
        - 李志思＝榮智勤
        - 李志英＝簡鴻煥
        - 李國星＝吳伊莉
          - 李愛華
          - 李愛蘭

      - 李福泰＝俞筱梅
        - 李國本＝錢佩誠
          - 李民鴻
          - 李蕙鴻

        - 李國為＝伍藹宜
          - 李敏賢
          - 李敏恆
          - 李敏恩

        - 李志如＝陳煥豪

      - 李慧娟＝陳文毅
      - 李福權＝胡寶瓊
        - 李志珊＝周國治
          - 周世謙
          - 周瑋瑩
          - 周世耀

        - 李超＝鄭一權
        - 李國棟＝葉蘭心
          - 李民輝
          - 李民堅
          - 李民坤

        - 李志惠＝李正杰

      - 李慧嫻＝宋幼淇
      - 李福逑＝鄺美容
        - 李志樂＝黃允炤
        - 李國能＝胡慕瑛
          - 李恩琪
          - 李恩瑜

        - 李志玲
        - 李國宏＝沈亮

      - 李福培＝陳景球
        - 李志婷＝大衛
        - 李國亮
          - 李安蕊
          - 李安慧

        - 李堅＝詹姆士
        - 李國添＝葛儀煌

    - 李作芳（字蘭生，任瑞芝所出）＝陳子莊、梁淑英
      - 李福靈＝余修黎
        - 李文＝葉保康

      - 李福濂＝吳瑞芬
        - 李國雄＝陳素環
          - 李民欣
          - 李頌欣

        - 李初
        - 李志豪
        - 李志恆
          - 李彥章

      - 李慧玉＝吳耀普
      - 李福江＝劉恩華
        - 李國良＝葉明恩
          - 李民耀
          - 李民聖
          - 李民榮

        - 李國駿＝鄭嘉麗
          - 李民光
          - 李嘉恩
          - 李民亮
          - 李民超
          - 李嘉惠

        - 李秀＝李冠倫

      - 李福全＝郭志賢
        - 李國順＝黃顏貞
          - 李民添
          - 李民強
          - 李民雯

        - 李國珊＝羅世雄

      - 李慧顏＝霍益超
      - 李福鋆＝汪璨
        - 李國尚
        - 李妍＝卓德龍

      - 李福深＝包氏
        - 李國法
          - 李嘉欣
          - 李嘉儀

        - 李國健
          - 李嘉華
          - 李嘉寶

        - 李國緯＝夏美茜
          - 李嘉英
          - 李嘉美

        - 李國安
        - 李麗

    - 李月嫦（鄒勝金所出）＝郭琳褒
    - 李作忠（鄒勝金所出）＝莫玉如、高娉宜
      - 李福漢
      - 李慧霞
      - 李慧卿＝賴熙
      - 李慧妍＝曾佩釗
      - 李慧筠＝甘光親
      - 李福衡
      - 李福照
      - 李福宏
      - 李福恩

    - 李作禮（鄒勝金所出）＝馮擷芳
      - 李慧婉
      - 李慧容＝鍾立全
        - 鍾嘉禧

      - 李福釗＝區泳嫦
        - 李莊
        - 李君

      - 李福海＝鮑儀芳
      - 李福強
      - 李慧如＝周天祥